# Stazione di Eastbourne
La stazione di Eastbourne è una stazione ferroviaria, capolinea di una delle diramazioni della ferrovia Brighton-Hastings. La stazione è a servizio della città di Eastbourne (nell'East Sussex).

## Storia
La diramazione a binario unico per Eastbourne proveniente da Polegate, sulla linea Brighton-Hastings, fu inaugurata dalla London Brighton and South Coast Railway (LB&SCR) il 14 maggio 1849.
Man mano che la città diventava una località balneare sempre più popolare, seguirono altre due stazioni: la prima nel 1866 e l'attuale, progettata da F.D. Brick, nel 1886.
Tra la stazione di Polegate e l'ormai chiusa fermata di Stone Cross esisteva un incrocio triangolare raramente utilizzato, che consentiva ai treni di bypassare la diramazione per Eastbourne; l'armamento di questo incrocio è stato ora rimosso.

### La prima stazione
Si sa molto poco della prima stazione ferroviaria, se non che si trattava di una struttura in legno che si trovava in Upperton Road, a metà strada tra l'attuale stazione e l'ufficio di smistamento della Royal Mail, ed era in uso dal 1849. Quando la stazione fu ricostruita nel 1866, il vecchio edificio della stazione fu spostato in Wharf Road, dove fu trasformato in un'abitazione per le famiglie dei ferrovieri. Non sono disponibili informazioni sul numero di binari che aveva.

### La stazione attuale

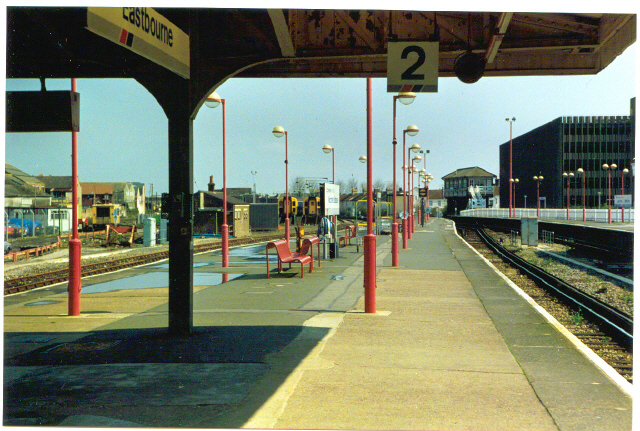
Stazione di Eastbourne nel 1994

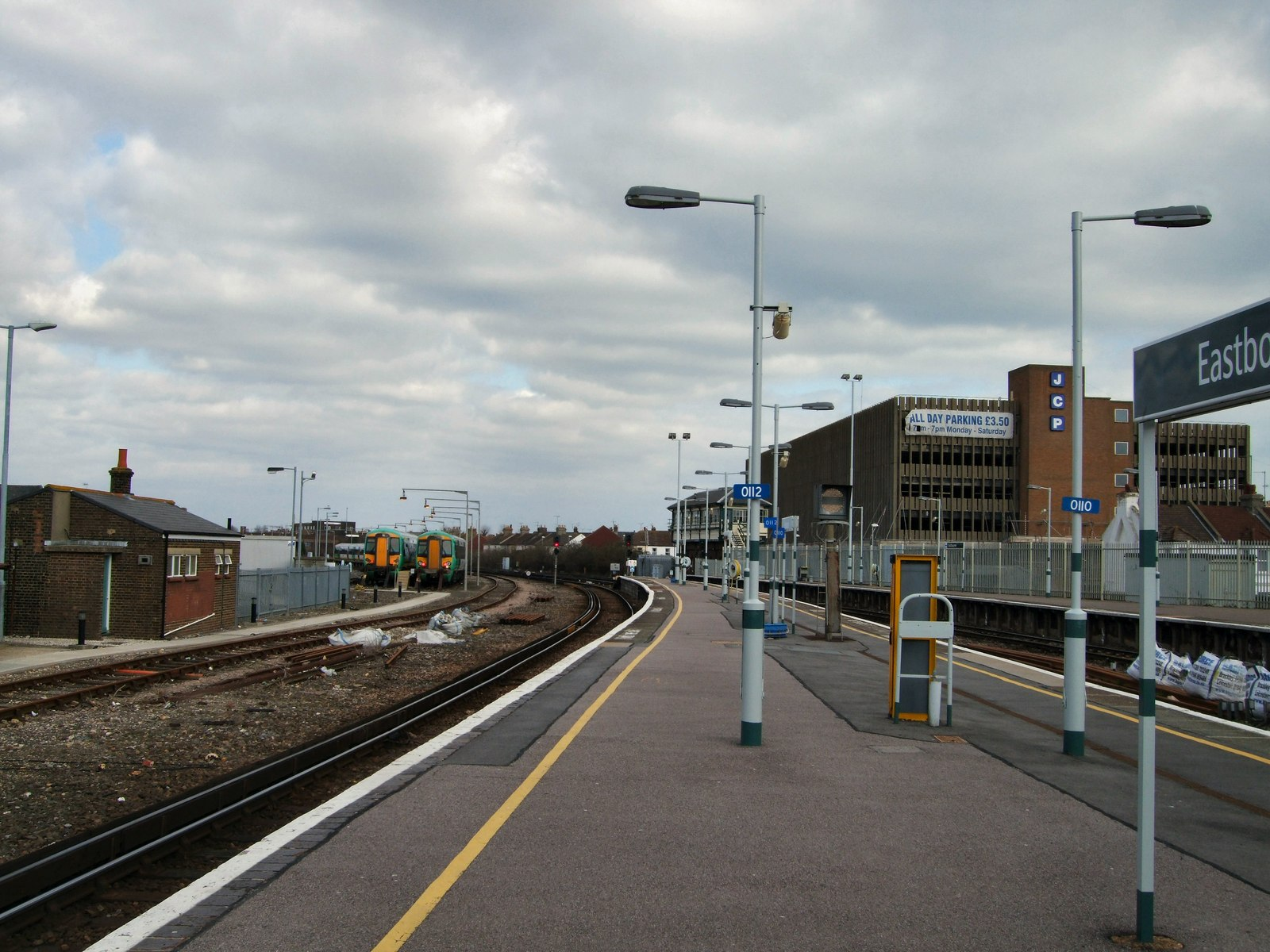
Stazione di Eastbourne nel 2006

Nel 1872, a causa dell'aumento dei servizi che servivano Eastbourne, divenuta una popolare località di villeggiatura, la stazione fu spostata un po' più a est sotto la supervisione del capo macchinista della LB&SCR Frederick Banister.
Nel 1886 la stazione fu ricostruita su progetto di F.D. Brick. La struttura ricostruita presentava una tettoia a volta e una lanterna, simile a quella di Lewes. Originariamente aveva quattro binari, la cui lunghezza è aumentata nel corso degli anni. Tra i binari 2 e 3 c'erano anche due passanti. Tuttavia, nel corso del tempo, una di queste anse è andata perduta a causa dell'ampliamento dei binari 1 e 2. Il 12 aprile 1977, il binario 4 è stato accorciato da 12 a 8 carrozze per consentire la costruzione della circonvallazione. In seguito è stato messo fuori uso e il binario è stato rimosso durante la risegnalazione di Eastbourne nel 1991.
La stazione di Eastbourne è stata classificata di grado II il 3 luglio 1981.

### Incidenti
Il 25 agosto 1958, alle ore 7:27, un treno a cuccette proveniente da Glasgow si scontrò con un treno in servizio da Ore a London Bridge causando 5 morti e 22 feriti gravi e 18 feriti lievi.

### Progetti
Dal 2014 si chiede il ripristino della corda di Willingdon, che si trova circa 5 km a nord della stazione.
Ciò consentirebbe ai treni della linea Brighton-Hastings di aggirare Eastbourne, risparmiando tempo nei viaggi verso Hastings e Ashford Internazionale.
Assieme all'apertura della corda, si sarebbe resa necessaria la riattivazione della fermata di Stone Cross, chiusa dal 7 luglio 1935. I Partito Liberal Democratico avevano lanciato una petizione per riaprire la fermata, ma la campagna fu annullata.
Tuttavia, questi piani sembrano essere stati ripresi e il leader del consiglio comunale di Eastbourne, David Tutt, ha dichiarato: “Una questione che sto sollecitando nell'ambito di questo lavoro è l'inclusione di una nuova stazione a Stone Cross”.

## Strutture e impianti

### Stazione merci e magazzini
A nord dell'attuale stazione, sul sito della prima stazione, furono costruiti una stazione merci e un'area di deposito. Sempre a nord si trovavano un ampio magazzino di carbone e dei binari di raccordo industriali, tra cui il binario di raccordo di Crumbles.
L'edificio che era una volta magazzino merci è stato trasformato nel centro commerciale Enterprise, mentre l'ex scalo merci che lo circonda è stato trasformato in un parcheggio della stazione. Il sito degli ex binari di smistamento del carbone che si trovavano a nord-est della stazione è ora occupato da una concessionaria di auto.

### Deposito locomotive
La LB&SCR aprì un piccolo deposito locomotive nel 1849, che fu demolito nel 1876 e sostituito nello stesso anno da rotonda ferroviaria, anch'essa demolita nel 1912. Nel 1911 fu aperto un grande capannone a sette binari, ma fu gravemente danneggiato durante la seconda guerra mondiale e non fu mai riparato. Nonostante il capannone venne chiuso nel 1952, il sito venne comunque utilizzato come deposito per le locomotive in attesa di rottamazione fino al 1965. Dal 1965 al 1968 vi furono immagazzinate le locomotive diesel, prima che la struttura fosse definitivamente demolita nel 1969.
Attualmente, il primo capannone è occupato dai binari di raccordo delle carrozze, mentre il successivo capannone è un in stato di abbandono.

### Posto di movimento
L'attuale posto di movimento fu costruito nel 1882 e aveva un'imponente struttura a 108 leve che controllava la stazione, lo scalo merci e i binari per le carrozze. Il 14 novembre 1934 fu sostituita da un telaio a 72 leve.

Nel 1991, quando i segnali semaforici sono stati sostituiti da segnali luminosi a colori ed è stato installato un sistema di controllo “entrata-uscita”, il posto di segnalamento è stato rinnovato.
Il posto di movimento è stato chiuso nel 2015, quando l'impianto di segnalamento della linea tra Lewes e Bexhill è stato rinnovato ed è ora controllato da un nuovo posto di movimento, situato a Three Bridges.

## Movimento
La maggior parte dei servizi passeggeri lungo la ferrovia Brighton-Hastings serviva la stazione, così come avviene oggi. I treni invertono la marcia alla stazione per proseguire il viaggio lungo la linea ferroviaria utilizzando un bivio a nord della stazione di Hampden Park.
I servizi partono dalla stazione verso est (per Bexhill, Hastings e Ashford Internazionale) o verso ovest (per Lewes, Brighton e Londra Victoria).
Dal 2001, tutti i servizi ferroviari sono gestiti dalla Southern, già South Central.
Fino alla fine degli anni '60 del XX secolo, alcuni treni a lunga percorrenza collegavano Eastbourne a:
- Birkenhead Woodside (via Brighton, Redhill, Reading, Oxford, Birmingham Snow Hill e Shrewsbury)
- Sheffield Victoria (via Brighton, Rugby Centrale, Loughborough Centrale e Nottingham Victoria)
- Walsall (via Brighton, Birmingham New Street e Coventry).

Un treno notturno partiva anche in direzione Glasgow Centrale.
Tra il 1988 e il 1996 sono stati riproposti servizi a lunga percorrenza con il marchio InterCity Holidaymaker. Tra il 1996 e il 1997, Virgin CrossCountry ha effettuato un servizio solo al sabato per Glasgow Centrale al mattino e per Manchester Piccadilly al pomeriggio.
Fino al 14 giugno 1965, un servizio locale partiva da Eastbourne e, tramite la ferrovia Cuckoo, giungeva a Tunbridge Wells West e Tonbridge.
Tra il 15 giugno 1965 e il 9 settembre 1968 era attivo un servizio navetta per Hailsham.

## Interscambi
Nelle vicinanze della stazione effettuano fermata alcune linee automobilistiche urbane, gestite da Stagecoach South East e Brighton & Hove, e a lunga percorrenza, gestite da National Express (a poca distanza dalla stazione ferroviaria, infatti, si trova un'autostazione).
- Fermata autobus
- Stazione taxi
- Parcheggio di scambio

## Servizi
La stazione dispone di:
- Biglietteria a sportello
- Biglietteria self service
- Negozi
- Bar
- Ristorante
- Sala d'attesa